# Poli opposti
Poli opposti è un film del 2015 diretto da Max Croci.
Il film è l'opera prima del regista, con protagonisti Luca Argentero e Sarah Felberbaum.

## Trama
Stefano e Claudia fanno due lavori che, apparentemente, non potrebbero essere più diversi: lui è un terapista di coppia che si è appena separato dalla moglie, lei un avvocato divorzista e madre single. I loro uffici, con annessa abitazione, si ritrovano sullo stesso pianerottolo. L'antipatia (e l'attrazione) reciproca sono immediate, e a queste si aggiunge la rivalità professionale quando i pazienti dell'una cominciano a rivolgersi all'altro, e viceversa. Ma i poli opposti sono destinati ad avvicinarsi.

## Promozione
Il trailer del film è uscito il anteprima sul sito di Vanity Fair il 9 settembre 2015. Il film è stato distribuito nelle sale cinematografiche l'8 ottobre 2015.